# David Konderla
David Austin Konderla (né le 3 juin 1960 à Bryan au Texas) est un prélat américain, évêque de Tulsa depuis le 13 mai 2016. Sa devise est Nisi Dominus ædificaverit.

## Biographie

### Formation
David Konderla naît dans le Texas, deuxième enfant d'une famille de douze enfants dont le père est de lointaine ascendance tchèque. Il est diplômé de l'école secondaire de Bryan en 1978, puis travaille comme machiniste pendant plusieurs années avant d'entrer au séminaire en 1985 où il obtient un bachelor's degree en histoire de l'université de Dallas en 1989. Ensuite il est diplômé de théologie de l'université St. Thomas de Houston et du St. Mary's Seminary.

### Prêtre
David Konderla est ordonné prêtre le 3 juin 1995 par John Edward McCarthy, évêque d'Austin. Il est vicaire à la paroisse Saint-Louis d'Austin et à la paroisse Saint-Luc de Temple, puis pendant quatre ans à la paroisse Sainte-Marie d'Austin. Ensuite, il est directeur des vocations pour le diocèse d'Austin.
En août 2005, David Konderla est curé et directeur du ministère pastoral du campus au St. Mary's Catholic Center de la Texas A&M University. Il occupe aussi plusieurs positions au sein du diocèse, notamment au sein du collège des consulteurs, au sein du conseil presbytéral et du comité du personnel du diocèse.

### Évêque
Le pape François le nomme évêque de Tulsa, le 13 mai 2016. Sa consécration et son installation à Tulsa ont lieu le 29 juin 2016.
Il a la menuiserie comme passe-temps, ainsi que le travail sur bois.